# Tim Abromaitis
Timothy James Abromaitis (Waterbury, Connecticut, 17 de septiembre de 1989) es un jugador de baloncesto estadounidense, que forma parte de la plantilla del La Laguna Tenerife de la Liga ACB. Con 2,03 metros de altura, ocupa la posición de alero. Es hijo del también jugador Jim Abromaitis.

## Trayectoria

### Universidad
Formado en la Universidad de Notre Dame, donde coincidió entre otros con jugadores como Luke Harangody o Ben Hansbrough. 
Durante su etapa universitaria, defendió los colores de la selección de Estados Unidos, en la Universiada de China, en el verano de 2011.  

### Profesional
En 2012, comienza un periplo europeo donde está dos temporadas en Francia, concretamente en el ASVEL Lyon-Villeurbanne 2012-13 y en el Estrasburgo 2013-14, equipo este último con el que llegó a disputar la Euroliga y la Eurocup.
En 2014 juega en el Phantoms Braunschweig de la Bundesliga alemana, donde promedió 14,4 puntos, 6 rebotes, 1,9 asistencias y 1,5 robos por partido. Tim fue elegido este último año “Mejor Jugador Debutante” en la Bundesliga por el portal Eurobasket.
En 2015, el noveno máximo anotador en Alemania la temporada anterior y quinto en recuperaciones, se convierte en nuevo jugador del Iberostar Tenerife.
En 2017, logra con el club aurinegro la Basketball Champions League y la Copa Intercontinental FIBA, siendo pieza clave en la consecución de ambos títulos.
En julio de 2020, regresa a España para jugar en las filas del Unicaja Málaga de la Liga Endesa, después de su experiencia durante la temporada 2019-20 en Rusia en las filas del BC Zenit San Petersburgo.
Tras dos cursos en el Unicaja, el 7 de julio de 2022 se hace oficial su fichaje por tres temporadas por el Lenovo Tenerife, club en que ya militó desde 2015 a 2019.